# ویکتور (نظامی رومی)
ویکتور ( ش. ۳۶۲–۳۸۳) یک افسر نظامی و سیاستمدار رومی بود که به امپراتورهای کنستانتیوس دوم ، ژولیان ، ژوویان و والنس خدمت می کرد. او در سال ۳۶۹ پس از میلاد در کنار والنتینیانوس گالاتس به عنوان کنسول منصوب شد.

## اوایل کار و کمپین ایرانی ژولیان
ویکتور که در خانواده ای سرمی به دنیا آمد،  در دربار امپراتور کنستانتیوس دوم به عنوان یک مقام کاخ خدمت کرد.  در زمان ژولیان مرتد ، ویکتور به عنوان همراه منصوب شد، سمتی که او از سال ۳۶۲ تا ۳۶۳ پس از میلاد داشت. در انتظار لشکرکشی به امپراتوری ساسانی ، ژولیان ویکتور را به لشکر کشی ارتش روم از قسطنطنیه به انطاکیه  وا داشت. هنگامی که ژولیان برای به دست گرفتن فرماندهی اکسپدیشن وارد شد، ویکتور مسئول نگهبان عقب شد. در جاده تیسفون ، او پیشرو بود تا مطمئن شود که ایرانی‌ها تله‌ای نگذاشته‌اند، و در نبرد تیسفون ، پیشتازان را در آن سوی رودخانه هدایت کرد و نیروهای ایرانی را به رهبری پسر شاه شاپور دوم پراکنده کرد.
ویکتور و ژنرال‌های دیگرش سعی کردند ژولیان را متقاعد کنند که از کانال عبور نکند، اما ژولیان به او دستور داد که عبور کند و با دشمن درگیر شود، در نتیجه ویکتور پس از مواجهه با مقاومت شدید مجبور به عقب‌نشینی شد. درگیری دوم ایرانیان را وادار کرد تا به دیوارهای تیسفون برگردند که طی آن ویکتور از ناحیه کتف مجروح شد. او از ورود سربازانش به شهر در تعقیب ایرانیان در حال عقب نشینی جلوگیری کرد. 
پس از مرگ ژولیان در پی نبرد سامرا ، ویکتور و تعدادی دیگر از مقامات درباری که زیر نظر کنستانسیوس خدمت کرده بودند، شروع به جستجو در میان تعداد خود برای جانشینی کردند، اما افسران گلی ژولیان با آنها مخالفت کردند. در نهایت ویکتور و بقیه با ارتقای سالوتیوس موافقت کردند که نامزدی را رد کرد و آنها مجبور شدند ارتقای ژویان را بپذیرند. ژوویان ویکتور را در سال ۳۶۳ پس از میلاد به رتبه فرمانده سواره‌نظام ارتقا داد، پستی که او تا سال ۳۷۹ پس از میلاد داشت. 